# جسر مغطى
الجسر المُغطى هو جسر جملوني خشبي له سقف وأرضية وجدران جانبية، والتي تخلق في معظم الجسور المغطاة سياجًا كاملًا تقريبًا. الغرض من الغطاء هو حماية العناصر الإنشائية الخشبية من الطقس. يبلغ عمر الجسور الخشبية غير المغطاة عادةً 20 عامًا فقط بسبب تأثيرات المطر والشمس، ولكن يمكن أن يستمر الجسر المُغطى 100 عامًا. 

## التصميم
عادةً، الجسور المغطاة هي هياكل جملونية خشبية طولية تُشكل العمود الفقري للجسر. بُني بعضها كجسور للسكك الحديدية، باستخدام الأخشاب الثقيلة للغاية وضُوعف عددها بالأعمال التشابكية. 
بُنيت معظم الجسور لمرور التيارات المائية، وكان للأغلبية بحر واحد فقط. احتوت جميعها تقريبًا على حارة واحدة. بُني عدد قليل من الجسور ذات الحارتين، بها جملون ثالث مركزي.
اُستخدمت العديد من تصاميم الجملونات المختلفة. كان أحد أكثر التصميمات الشائعة هو الجملون الحلقي، الحاصل على براءة اختراع في عام 1817، والذي استخدم قوسًا لتحمل الحمل، في حين حافظت الجملونات على الجسر في حالة صلبة. شملت التصميمات الأخرى الملك والملكة والشبيكة والشكل الجملوني.
صُممت الجملونات المبكرة دون فهم الديناميكيات الهندسية في العمل. في عام 1847، نشر المهندس الأمريكي سكويير ويبل أول تحليل صحيح لطريقة حمل الحمل خلال الجملون، مما مكنه من تصميم جسور أقوى بمواد أقل.

## الجسور
لا يزال هناك حوالي 1600 جسر مُغطى في العالم. يرجع العدد الصغير نسبيًا للجسور الباقية بسبب الاستبدال المتعمد والإهمال والتكلفة المرتفعة للترميم. تميل إلى أن تكون في أماكن منعزلة، مما يجعلها عرضة للتخريب والإحراق المتعمد. 

### أوروبا
أقدم جسر جملوني باقٍ على قيد الحياة في العالم هو جسر كابيلبروكا في سويسرا. كانت الجسور الجملونية الخشبية الحديثة مبتكرة في سويسرا في منتصف القرن الثامن عشر.

### الولايات المتحدة الأمريكية
بُني حوالي 14,000 جسر مُغطى في الولايات المتحدة، معظمها في السنوات منذ عام 1825 وحتى عام 1875. اليوم، يبلغ عدد الجسور الباقية أقل من 1,000 طبقًا لوزارة النقل الأمريكية و814 طبقًا للجمعية الوطنية للحفاظ على الجسور المغطاة اعتبارًا من عام 2009. 
كان أول جسر مُغطى معروف بُني في الولايات المتحدة هو الجسر الدائم ، الذي اُنتهي من بناءه في عام 1805 ليغطي نهر شيلكيل في فيلادلفيا. ومع ذلك، لم تظهر معظم الأمثلة المبكرة الأخرى للجسور المغطاة حتى عشرينيات القرن التاسع عشر. تشمل الجسور الموجودة من ذلك العقد جسر هايد هول في نيويورك وجسر هاسنبلوغ في بنسلفانيا، بُني كلاهما في عام 1825 وجسر هافرهيل-باث المُغطى وجسر روبرتس المُغطى في نيو هامبشاير وأوهايو على التوالي، بُني كلاهما في عام 1829. أطول الجسور المغطاة التاريخية المتبقية في الولايات المتحدة هو جسر كورنيش-وندسور، الذي يمتد على نهر كونيكتيكت بين نيو هامبشاير وفيرمونت وجسر ميدورا، الممتد من نهر إيست فورك الأبيض في إنديانا. يدعي كلاهما بعض الأفضلية اعتمادًا على كيفية قياس الطول. 
في منتصف القرن التاسع عشر، أدى تطور الحديد المطاوع الأرخص في الثمن والحديد الزهر إلى استخدام المعدن بدلًا من الجملونات الخشبية. لم تكن الهياكل المعدنية بحاجة إلى الحماية من العناصر، لذلك لم تعد هناك حاجة إلى التغطية. أصبحت الجسور مهجورة أيضًا لأن معظمها به حارة واحدة ولديها خلوص منخفض الارتفاع والعرض، ولم تتمكن من دعم الأحمال الثقيلة لحركة المرور الحديثة.

### كندا
بين عامي 1969 و2015، انخفض عدد الجسور المغطاة الباقية في كندا من حوالي 400 إلى أقل من 200. 
في عام 1900، كان في نيو برانزويك حوالي 400 جسر مُغطى. واليوم، يوجد 58 جسرًا مُغطى في نيو برانزويك، بما في ذلك أطول جسر في العالم، جسر هارتلاند. 